# تودور كوليف (لاعب كرة قدم)
تودور كوليف (بالبلغارية: Тодор Колев)‏ مواليد 29 أبريل 1942 في بلغاريا، هو لاعب كرة قدم بلغاري دولي سابق كان يلعب في مركز الدفاع. سبق له أن لعب في كأس العالم لكرة القدم مع منتخب بلاده في مونديال عام 1970م.

## المسيرة الاحترافية

### أندية لعب لها
- سلافيا صوفيا

## روابط خارجية
- تودور كوليف (لاعب كرة قدم) على موقع الاتحاد الدولي (مؤرشف)  (الإنجليزية)
- تودور كوليف (لاعب كرة قدم) على موقع قاعدة بيانات كرة القدم.إي يو (الإنجليزية)
- تودور كوليف (لاعب كرة قدم) على موقع ناشيونال فوتبول تيمز (الإنجليزية)
- تودور كوليف (لاعب كرة قدم) على موقع Soccerway.com (الإنجليزية)
- تودور كوليف (لاعب كرة قدم) على موقع عالم كرة القدم.نت (الإنجليزية)